# رايخنبرغ (بافاريا)
رايخنبرغ (بالألمانية: Reichenberg) مدينة ألمانية صغيرة تقع جنوب ولاية بافاريا في منطقة فرنكونيا السفلى قرب مدينة نورنبيرغ.